# Yada Asahi
Asahi Yada (矢田 旭 Yada Asahi, sinh ngày 2 tháng 4 năm 1991 ở Yokkaichi, Mie, Nhật Bản) là một cầu thủ bóng đá người Nhật Bản kể từ năm 2014 thi đấu ở vị trí tiền vệ cho JEF United Chiba ở J2 League.

## Sự nghiệp

### Nagoya Grampus
Yada ra mắt chính thức cho Nagoya Grampus ở J. League Division 1 ngày 25 tháng 4 năm 2014 trước Sagan Tosu ở Sân vận động Điền kinh Mizuho ở Nagoya, Nhật Bản. Anh thay cho Riki Matsuda ở phút thứ 66. Yada và câu lạc bộ thất bại 2-3 do bàn thắng ghi vào phút cuối cùng của Hiroyuki Taniguchi

## Thống kê sự nghiệp

### Câu lạc bộ
Cập nhật đến ngày 19 tháng 12 năm 2017.
| Câu lạc bộ          | Mùa giải            | Giải vô địch        | Giải vô địch | Giải vô địch | Cúp Quốc gia | Cúp Quốc gia | Cúp Liên đoàn | Cúp Liên đoàn | Châu lục | Châu lục  | Tổng    | Tổng      |
| Câu lạc bộ          | Mùa giải            | Hạng đấu            | Số trận      | Bàn thắng    | Số trận      | Bàn thắng    | Số trận       | Bàn thắng     | Số trận  | Bàn thắng | Số trận | Bàn thắng |
| ------------------- | ------------------- | ------------------- | ------------ | ------------ | ------------ | ------------ | ------------- | ------------- | -------- | --------- | ------- | --------- |
| Nagoya Grampus      | 2014                | J1 League           | 22           | 1            | 4            | 1            | 5             | 1             | -        | -         | 31      | 3         |
| Nagoya Grampus      | 2015                | J1 League           | 34           | 1            | 0            | 0            | 8             | 2             | -        | -         | 42      | 3         |
| Nagoya Grampus      | 2016                | J1 League           | 13           | 0            | 0            | 0            | 5             | 0             | -        | -         | 18      | 0         |
| Nagoya Grampus      | 2017                | J2 League           | 0            | 0            | 1            | 0            | -             | -             | -        | -         | 1       | 0         |
| JEF United Chiba    | 2017                | J2 League           | 17           | 2            | -            | -            | -             | -             | -        | -         | 17      | 2         |
| JEF United Chiba    | 2018                | J2 League           |              |              |              |              | -             | -             | -        | -         |         |           |
| Tổng cộng sự nghiệp | Tổng cộng sự nghiệp | Tổng cộng sự nghiệp | 86           | 4            | 5            | 1            | 18            | 3             | -        | -         | 109     | 8         |